# Jerrie Mock
Geraldine "Jerrie" Fredritz Mock (Newark, Ohio, 22 de noviembre de 1925 − Quincy, Florida, 30 de septiembre de 2014) fue una piloto estadounidense y la primera mujer en completar una vuelta al mundo aérea en solitario. El viaje comenzó el 19 de marzo y culminó el 17 de abril de 1964, tardó 29 días en completarse, 21 paradas y casi 36.800 kilómetros. Una parte casi olvidada de este vuelo es la "carrera" que se desarrolló entre Jerrie Mock y Joan Merriam Smith, que había volado desde un campo cerca de San Francisco, el 17 de marzo de 1964. La fecha de salida y la ruta de vuelo de Joan fueron las mismas que el último vuelo de la aviadora Amelia Earhart y, aunque no estaban en competencia directa entre sí, la cobertura de los medios pronto comenzó a seguir el progreso de cada piloto fascinado con quién completaría el viaje primero.
En 1970 publicó la historia de su vuelo alrededor del mundo en el libro Three-Eight Charlie. Más tarde se publicó una edición del 50 aniversario que incluye mapas, mapas meteorológicos y fotos. Three-Eight Charlie es una referencia al distintivo de llamada, N1538C, del Cessna 180 Skywagon que Mock utilizó para volar alrededor del mundo. Antes de su muerte, Mock, madre de tres hijos, residía en Quincy, Florida; al noroeste de la capital del estado, Tallahassee.
Posteriormente fue premiada con la medalla Louis Blériot de la Federación Aeronáutica Internacional. Buena

## Primeros años
Su interés por la aviación partió a los 7 años de edad, cuando tuvo la oportunidad de volar en la cabina de un avión Ford Trimotor junto a su padre. En la escuela, tomó un curso de ingeniería donde era la única mujer y ahí fue cuando supo que la aviación era su pasión.
Se graduó de la escuela en 1943 y continuó sus estudios en la Universidad Estatal de Ohio. En 1945 dejó sus estudios para casarse con su pareja Russel Mock.

## La vuelta al mundo
Durante su vuelo, Mock voló sobre Marruecos, Arabia Saudita, Vietnam, entre otros. Luego de estresantes días volando sobre el Atlántico, Mock fue recibida en Marruecos y se hospedó en una casa francesa. Luego, Mock llegó a Arabia Saudita donde aterrizó en el Aeropuerto de Drahran. En su libro, Mock cuenta que después de aterrizar en Arabia Saudita, una multitud de hombres la miraban sin comprender. 
Viajar por el mundo le dio una nueva perspectiva y nuevas experiencias. Una de las cosas que más notó fue al volar sobre Vietnam dónde sabía que había una guerra pero que desde el cielo todo se veía en paz.